# قطب (تصوف)
القطب مركز الدائرة ومحيطها ومرآة الحق حسب اعتقاد بعض الصوفية، وهو عليه مدار العالم له رقائق ممتدة إلى جميع القلوب الخلائق بالخير والشر على حد واحد لا يترجح واحد على صاحبه وهو عنده لا خير ولا شر ولكن وجود ويظهر كونها خيرا وشرا في المحل القابل بحكم الوضع وبالعرض والعقل عند بعض العقلاء.

## القطبية الكبرى
حسب اعتقاد بعض الصوفية مثل ابن عربي هي مرتبة قطب الأقطاب، وهو باطن نبوة محمد، فلا يكون إلا لورثته، لاختصاصه عليه بالأكملية، فلا يكون خاتم الولاية، وقطب الأقطاب الأعلى باطن خاتم النبوة، وهو الذي يجمع الأقطاب للحضرة الإلهية الكبرى، التي تحدث كل سنه بين الأقطاب الأربعة والله عز وجل، حيث معلوم أن الأقطاب لا يموتون بل ينتقلون إلى البرزخ، ويتم استبدالهم في الحياة الدنيا بأقطاب ترقية كلا حسب مكانته، حيث يقسم لهم ارزاق الخلائق في الأقطاب للقبل الأربعة في الأرض، كلا حسب قطبيته المؤكل بها فهناك القطب للشمال المسؤول عن القبل الشمالية للكعبة المشرفة، والقطب الجنوبي المسؤول عن القبل الجنوبية للكعبة المشرفة. وهكذا، وهو الواضع لقدمه فوق عنق الكل من مريد أو حوار إلى الأقطاب مرورا بجميع أولياء زمانه والشيخ العسكري والقوس وجميع الرتب الصوفية